# 애슐리 심슨
애슐리 니콜 심슨(영어: Ashley Nicolle Simpson, 1984년 10월 3일 ~ )은 미국의 싱어송라이터, 배우이다. 제시카 심슨의 동생으로도 알려져 있으며, 데뷔 앨범 Autobiography 와 리얼리티 프로그램 《애슐리 심슨 쇼》로 데뷔하였다.

## 음반 목록
- Autobiography (2004)
- I Am Me (2005)
- Bittersweet World (2008)

## 콘서트
- 2005: Autobiography Tour
- 2005: I Am Me Tour
- 2006: L.O.V.E. Tour
- 2008: Outta My Head Club Tour